# دیمیتری بیول
دیمیتری یوریِویچ بیوُل (روسی: Дмитрий Юрьевич Бивол؛ زادهٔ ۱۸ دسامبر ۱۹۹۰) بوکسور حرفه‌ای روسی است. او از سال ۲۰۱۷ تا ۲۰۱۹ عنوان قهرمانی نیمه‌سنگین اتحادیه جهانی بوکس و از ۲۰۱۹ تا ۲۰۲۴ عنوان قهرمانی سوپر نیمه‌سنگین WBA را در اختیار داشت.